# Vsévolod Sharónov
Vsévolod Vasílievich Sharónov (en ruso: Все́волод Васи́льевич Шаро́нов) (San Petersburgo, [25 de febrerojul] 10 de marzo de 1901 - Leningrado, 27 de noviembre de 1964) fue un astrónomo ruso de la etapa soviética, especializado en fotometría.

## Biografía
Nacido en San Petersburgo, era hijo del cantante de ópera Vasilia Seménovich Sharónov (1867-1929). En 1918 ingresó en la Universidad Estatal de San Petersburgo. Entre 1919 y 1924 formó parte del Ejército Rojo. Tras su vuelta a las aulas, se graduó en 1926, completando un curso de postgrado en el Instituto Astronómico en 1929. A continuación pasó a trabajar en el Observatorio de Taskent, después en el Instituto Estatal de Investigación de Fotografía Aérea, y más adelante en el Observatorio de Púlkovo (1936-1941). En 1941 inició su labor en la Universidad de Leningrado (desde 1944 como profesor; y entre 1950 y 1961 como director del Observatorio de la Universidad, incluyendo el laboratorio fotométrico del observatorio creado en 1932).
Fue enterrado junto a su padre en el cementerio de Krásnenkoie.

## Contribuciones científicas
Sus principales trabajos científicos estuvieron dedicados a la fotometría de los planetas, la astrofotometría y la óptica atmosférica. Desarrolló métodos para determinar el color y la medición del albedo de los cuerpos celestes. Propuso (junto conN. N. Sytinskoi), la denominada teoría del "regolito meteorítico" para explicar la estructura exterior de la cubierta de la superficie de la luna, posteriormente confirmada por los estudios de la superficie realizados por naves espaciales. Los datos que publicó recogen los cambios con las fases lunares de diferentes características fotométricas de más de un centenar de objetos lunares. Durante las oposiciones de Marte de 1939, 1956 y 1958 inició una serie de estudios fotométricos y colorimétricos de las observaciones de este planeta y comparó sus características fotométricas con el albedo y los colores de muestras de tierra de los desiertos y con otras formas de meteorización de la corteza terrestre. Realizó estudios fotométricos de otros planetas, así como de la corona solar, desarrollando un nuevo tipo de medidor de luz.
Investigó las nubes noctilucentes, participando en seis expediciones de observación de eclipses solares.
Publicó más de trescientas obras a lo largo de su vida. Autor de los libros "la Medición y el cálculo de la visibilidad de objetos distantes" (1947), "Marte" (1947), "La naturaleza de los planetas" (1958). Como pedagogo y divulgador, escribió una serie de cuadernos populares sobre astronomía, como "El Sol y su observación", "Cómo funciona el mundo", o  "¿Hay vida en los planetas?".
Participó en la película de ciencia popular "Luna" del director Pável Klushántsev.

## Eponimia
- El cráter lunar Sharonov.[4]
- El cráter marciano Sharonov.[5]
- El asteroide (2416) Sharonov, descubierto por Nikolái Chernyj el 31 de julio de 1979 en el Observatorio Astrofísico de Crimea.[6]